# Gesetzmäßigkeit der Besteuerung
Nach dem Prinzip der Gesetzmäßigkeit der Besteuerung dürfen in Deutschland Steuern nur aufgrund eines Gesetzes erhoben werden (Art. 2 Abs. 1 und in Art. 20 Abs. 3 GG). Dieser Grundsatz ist einfachgesetzlich in § 85 der Abgabenordnung wiedergegeben.

## Steuergesetze
Gesetz im Sinne des Steuerrechts ist jede Rechtsnorm (§ 4 AO). Rechtsnormen sind
- Übernationale Vorschriften, z. B. EG-Richtlinien
- Doppelbesteuerungsabkommen, die durch Transformation nach Art. 59 Abs. 2 GG innerstaatliches Recht werden
- Verfassungsvorschriften (also in Deutschland aus dem Grundgesetz)
- Bundesgesetze und Rechtsverordnungen
- Landesgesetze und Rechtsverordnungen
- Satzungen der Gemeinden, z. B. Satzung über den Gewerbesteuersatz

Verwaltungsanordnungen (auch Verwaltungsrichtlinie genannt) sind dagegen nur behördeninterne Vorschriften ohne Gesetzescharakter, die die nachgeordneten Behörden binden. So bindet eine Verwaltungsanordnung der Bundesregierung neben den Bundes- auch die Landesfinanzbehörden (Art. 108 Abs. 7 GG).

## Rückwirkungsverbot
Da nach dem Grundsatz der Gesetzmäßigkeit eine Besteuerung nur vorgenommen werden darf, wenn der Steuertatbestand zuvor gesetzlich normiert wurde, ist die sog. echte Rückwirkung von Steuergesetzen grundsätzlich unzulässig. Sie liegt vor, wenn ein Gesetz in abgeschlossene Sachverhalte eingreift und daran anknüpfende Rechtsfolgen zum Nachteil des Steuerpflichtigen ändert. Eine den Bürger begünstigende Rückwirkung ist jedoch auch bei Steuergesetzen möglich, z. B. in Form einer nachträglichen Erhöhung des Kindergelds für einen abgeschlossenen Veranlagungszeitraum.

## Steuererhebungspflicht
Aus dem Prinzip der Gesetzmäßigkeit der Besteuerung folgt schließlich, dass die Finanzbehörden nicht nur berechtigt, sondern auch verpflichtet sind, die gesetzlich geschuldeten Steuern zu erheben. Steuerbefreiungen dürfen nur auf gesetzlicher Grundlage erfolgen.

## Analogieverbot
Eine weitere Folge aus dem Grundsatz der Gesetzmäßigkeit ist das Verbot steuerverschärfender Analogien.